# Triatló als Jocs Olímpics d'estiu de 2020
El triatló  és un dels esports que es disputaran als Jocs Olímpics d'Estiu de 2020, realitzats a la ciutat de Tòquio, Japó. És prevista la participació de cinquanta-cinc atletes que competiran en cadascuna de les proves masculines i femenines. Els Jocs Olímpics del 2020 es van ajornar al 2021 a causa de la pandèmia de COVID-19. En aquesta edició s'afegirà una nova prova de relleus per equips mixts.

## Format
El triatló olímpic combina tres proves diferents: 1,5 km de natació, 40 km de ciclisme i 10 km cursa corrents. Les competicions es disputen en una única competició en què hi prenen part tots els participants sense sèries.
La nova prova de relleus per equips mixts és formada per equips de quatre membres (dos homes i dues dones). Cada esportista realitza un triatló de 300 metres de natació, 8 km de ciclisme i una cursa a peu de 2 km en format de relleus.

## Calendari
Els horaris corresponen a la zona horària UTC+09:00.
| Prova              | Data         | Hora d'inici |
| ------------------ | ------------ | ------------ |
| Individual masculí | 26 de juliol | 06:30        |
| Individual femení  | 27 de juliol | 06:30        |
| Relleus mixts      | 31 de juliol | 07:30        |

## Participants per comitè olímpic
- Alemanya (4)
- Argentina (1)
- Austràlia (6)
- Àustria (4)
- Azerbaidjan (1)
- Bèlgica (4)
- Bermudes (1)
- Brasil (3)
- Canadà (4)
- Egipte (1)
- Equador (1)
- Espanya (5)
- Estats Units (5)
- Estònia (1)
- França (5)
- Hongria (4)
- Hong Kong (1)
- Irlanda (2)
- Israel (2)
- Itàlia (5)
- Japó (4)
- Luxemburg (1)
- Marroc (1)
- Mèxic (4)
- Noruega (4)
- Nova Zelanda (4)
- Països Baixos (4)
- Portugal (3)
- Regne Unit (5)
- R.P. de la Xina (1)
- ROC (4)
- Romania (1)
- Sud-àfrica (4)
- Suïssa (4)
- Síria (1)
- Txèquia (2)
- Ucraïna (1)
- Xile (2)

## Resum de medalles
| Prova                      | Or                                                                             | Or         | Plata                                                                      | Plata   | Bronze                                                                     | Bronze  |
| Individual masculí detalls | Kristian Blummenfelt (NOR)                                                     | 1:45:04    | Alex Yee (GBR)                                                             | 1:45:15 | Hayden Wilde (NZL)                                                         | 1:45:24 |
| Individual femení detalls  | Flora Duffy (BER)                                                              | 1:55:36    | Georgia Taylor-Brown (GBR)                                                 | 1:56:50 | Katie Zaferes (USA)                                                        | 1:57:03 |
| Relleus mixts detalls      | Regne UnitJess Learmonth · Jonathan Brownlee · Georgia Taylor-Brown · Alex Yee | 1:23:41 OB | Estats UnitsKatie Zaferes · Kevin McDowell · Taylor Knibb · Morgan Pearson | 1:23:55 | FrançaLéonie Périault · Dorian Coninx · Cassandre Beaugrand · Vincent Luis | 1:24:04 |

## Medaller
| Posició          | País             | Or | Plata | Bronze | Total |
| 1                | Regne Unit       | 1  | 2     | 0      | 3     |
| 2                | Bermudes         | 1  | 0     | 0      | 1     |
| 2                | Noruega          | 1  | 0     | 0      | 1     |
| 4                | Estats Units     | 0  | 1     | 1      | 2     |
| 5                | França           | 0  | 0     | 1      | 1     |
| 5                | Nova Zelanda     | 0  | 0     | 1      | 1     |
| Total (6 estats) | Total (6 estats) | 3  | 3     | 3      | 9     |